# FIA World Endurance Championship 2014
Het FIA World Endurance Championship 2014 was het derde seizoen van het FIA World Endurance Championship, een autosportkampioenschap met endurancewedstrijden dat georganiseerd wordt door de Fédération Internationale de l'Automobile (FIA) en de Automobile Club de l'Ouest (ACO). In het kampioenschap reden prototype- en GT-wagens verdeeld onder vijf klassen. Er werden wereldtitels uitgedeeld aan de hoogst geplaatste coureurs en constructeurs in zowel de prototype- als de GT-klassen.

## Kalender
Op 20 september 2013 werd de WEC-kalender van 2014 bekend gemaakt. Alle races uit het seizoen 2013 keerden terug, alhoewel een aantal datums waren aangepast. In de maanden die volgden, veranderden de datums van nog een aantal races om te voorkomen dat deze tegelijkertijd met de Formule 1 georganiseerd zouden worden.
| Ronde | Race                                  | Circuit                        | Datum        |
| ----- | ------------------------------------- | ------------------------------ | ------------ |
| 1     | 6 uur van Silverstone                 | Silverstone                    | 20 april     |
| 2     | 6 uur van Spa-Francorchamps           | Circuit de Spa-Francorchamps   | 3 mei        |
| 3     | 24 uur van Le Mans                    | Circuit de la Sarthe           | 14-15 juni   |
| 4     | 6 uur van het Circuit of the Americas | Circuit of the Americas        | 20 september |
| 5     | 6 uur van Fuji                        | Fuji Speedway                  | 12 oktober   |
| 6     | 6 uur van Shanghai                    | Shanghai International Circuit | 2 november   |
| 7     | 6 uur van Bahrein                     | Bahrain International Circuit  | 15 november  |
| 8     | 6 uur van São Paulo                   | Autódromo José Carlos Pace     | 30 november  |

## Teams en coureurs
Inschrijvingen in het groen komen alleen in aanmerking voor kampioenschapspunten bij de coureurs. Inschrijvingen in het rood komen in aanmerking voor kampioenschapspunten bij de coureurs, maar komen alleen in aanmerking voor kampioenschapspunten bij de constructeurs tijdens de 24 uur van Le Mans.

### LMP1-H
| Team                  | Auto                    | Motor                           | Banden | Nr. | Coureur            | Races    |
| --------------------- | ----------------------- | ------------------------------- | ------ | --- | ------------------ | -------- |
| Audi Sport Team Joest | Audi R18 e-tron quattro | Audi TDI 4.0L Turbo V6 (Diesel) | M      | 1   | Tom Kristensen     | Alle     |
| Audi Sport Team Joest | Audi R18 e-tron quattro | Audi TDI 4.0L Turbo V6 (Diesel) | M      | 1   | Lucas di Grassi    | Alle     |
| Audi Sport Team Joest | Audi R18 e-tron quattro | Audi TDI 4.0L Turbo V6 (Diesel) | M      | 1   | Loïc Duval         | 1-2, 4-8 |
| Audi Sport Team Joest | Audi R18 e-tron quattro | Audi TDI 4.0L Turbo V6 (Diesel) | M      | 1   | Marc Gené          | 3        |
| Audi Sport Team Joest | Audi R18 e-tron quattro | Audi TDI 4.0L Turbo V6 (Diesel) | M      | 2   | André Lotterer     | Alle     |
| Audi Sport Team Joest | Audi R18 e-tron quattro | Audi TDI 4.0L Turbo V6 (Diesel) | M      | 2   | Benoît Tréluyer    | Alle     |
| Audi Sport Team Joest | Audi R18 e-tron quattro | Audi TDI 4.0L Turbo V6 (Diesel) | M      | 2   | Marcel Fässler     | Alle     |
| Audi Sport Team Joest | Audi R18 e-tron quattro | Audi TDI 4.0L Turbo V6 (Diesel) | M      | 3   | Marco Bonanomi     | 2-3      |
| Audi Sport Team Joest | Audi R18 e-tron quattro | Audi TDI 4.0L Turbo V6 (Diesel) | M      | 3   | Filipe Albuquerque | 2-3      |
| Audi Sport Team Joest | Audi R18 e-tron quattro | Audi TDI 4.0L Turbo V6 (Diesel) | M      | 3   | Oliver Jarvis      | 3        |
| Toyota Racing         | Toyota TS040 Hybrid     | Toyota 3.7L V8                  | M      | 7   | Alexander Wurz     | Alle     |
| Toyota Racing         | Toyota TS040 Hybrid     | Toyota 3.7L V8                  | M      | 7   | Stéphane Sarrazin  | Alle     |
| Toyota Racing         | Toyota TS040 Hybrid     | Toyota 3.7L V8                  | M      | 7   | Kazuki Nakajima    | 1-3, 5-6 |
| Toyota Racing         | Toyota TS040 Hybrid     | Toyota 3.7L V8                  | M      | 7   | Mike Conway        | 4, 7-8   |
| Toyota Racing         | Toyota TS040 Hybrid     | Toyota 3.7L V8                  | M      | 8   | Anthony Davidson   | Alle     |
| Toyota Racing         | Toyota TS040 Hybrid     | Toyota 3.7L V8                  | M      | 8   | Sébastien Buemi    | Alle     |
| Toyota Racing         | Toyota TS040 Hybrid     | Toyota 3.7L V8                  | M      | 8   | Nicolas Lapierre   | 1-4      |
| Porsche Team          | Porsche 919 Hybrid      | Porsche 2.0L Turbo V4           | M      | 14  | Marc Lieb          | Alle     |
| Porsche Team          | Porsche 919 Hybrid      | Porsche 2.0L Turbo V4           | M      | 14  | Romain Dumas       | Alle     |
| Porsche Team          | Porsche 919 Hybrid      | Porsche 2.0L Turbo V4           | M      | 14  | Neel Jani          | Alle     |
| Porsche Team          | Porsche 919 Hybrid      | Porsche 2.0L Turbo V4           | M      | 20  | Timo Bernhard      | Alle     |
| Porsche Team          | Porsche 919 Hybrid      | Porsche 2.0L Turbo V4           | M      | 20  | Mark Webber        | Alle     |
| Porsche Team          | Porsche 919 Hybrid      | Porsche 2.0L Turbo V4           | M      | 20  | Brendon Hartley    | Alle     |

### LMP1-L
| Team             | Auto                        | Motor                 | Banden | Nr. | Coureur            | Races   |
| ---------------- | --------------------------- | --------------------- | ------ | --- | ------------------ | ------- |
| Lotus            | CLM P1/01                   | AER P60 Turbo V6      | M      | 9   | James Rossiter     | 4-5     |
| Lotus            | CLM P1/01                   | AER P60 Turbo V6      | M      | 9   | Christophe Bouchut | 4-5     |
| Lotus            | CLM P1/01                   | AER P60 Turbo V6      | M      | 9   | Lucas Auer         | 4, 6, 8 |
| Lotus            | CLM P1/01                   | AER P60 Turbo V6      | M      | 9   | Pierre Kaffer      | 5-8     |
| Lotus            | CLM P1/01                   | AER P60 Turbo V6      | M      | 9   | Simon Trummer      | 7       |
| Lotus            | CLM P1/01                   | AER P60 Turbo V6      | M      | 9   | Nathanaël Berthon  | 7       |
| Rebellion Racing | Lola B12/60 Rebellion R-One | Toyota RV8KLM 3.4L V8 | M      | 12  | Nicolas Prost      | Alle    |
| Rebellion Racing | Lola B12/60 Rebellion R-One | Toyota RV8KLM 3.4L V8 | M      | 12  | Nick Heidfeld      | Alle    |
| Rebellion Racing | Lola B12/60 Rebellion R-One | Toyota RV8KLM 3.4L V8 | M      | 12  | Mathias Beche      | Alle    |
| Rebellion Racing | Lola B12/60 Rebellion R-One | Toyota RV8KLM 3.4L V8 | M      | 13  | Dominik Kraihamer  | Alle    |
| Rebellion Racing | Lola B12/60 Rebellion R-One | Toyota RV8KLM 3.4L V8 | M      | 13  | Andrea Belicchi    | Alle    |
| Rebellion Racing | Lola B12/60 Rebellion R-One | Toyota RV8KLM 3.4L V8 | M      | 13  | Fabio Leimer       | Alle    |

### LMP2
| Team           | Auto                     | Motor                 | Banden | Nr. | Coureur              | Races    |
| -------------- | ------------------------ | --------------------- | ------ | --- | -------------------- | -------- |
| G-Drive Racing | Morgan LMP2 Ligier JS P2 | Nissan VK45DE 4.5L V8 | D      | 26  | Roman Roesinov       | Alle     |
| G-Drive Racing | Morgan LMP2 Ligier JS P2 | Nissan VK45DE 4.5L V8 | D      | 26  | Olivier Pla          | Alle     |
| G-Drive Racing | Morgan LMP2 Ligier JS P2 | Nissan VK45DE 4.5L V8 | D      | 26  | Julien Canal         | Alle     |
| SMP Racing     | Oreca 03 Oreca 03R       | Nissan VK45DE 4.5L V8 | M      | 27  | Sergey Zlobin        | Alle     |
| SMP Racing     | Oreca 03 Oreca 03R       | Nissan VK45DE 4.5L V8 | M      | 27  | Maurizio Mediani     | 1-2, 4-8 |
| SMP Racing     | Oreca 03 Oreca 03R       | Nissan VK45DE 4.5L V8 | M      | 27  | Nicolas Minassian    | 1-2, 4-8 |
| SMP Racing     | Oreca 03 Oreca 03R       | Nissan VK45DE 4.5L V8 | M      | 27  | Anton Ladygin        | 3        |
| SMP Racing     | Oreca 03 Oreca 03R       | Nissan VK45DE 4.5L V8 | M      | 27  | Mika Salo            | 3        |
| SMP Racing     | Oreca 03 Oreca 03R       | Nissan VK45DE 4.5L V8 | M      | 37  | Kirill Ladygin       | Alle     |
| SMP Racing     | Oreca 03 Oreca 03R       | Nissan VK45DE 4.5L V8 | M      | 37  | Viktor Shaytar       | 1-2, 4-8 |
| SMP Racing     | Oreca 03 Oreca 03R       | Nissan VK45DE 4.5L V8 | M      | 37  | Anton Ladygin        | 1-2, 4-8 |
| SMP Racing     | Oreca 03 Oreca 03R       | Nissan VK45DE 4.5L V8 | M      | 37  | Maurizio Mediani     | 3        |
| SMP Racing     | Oreca 03 Oreca 03R       | Nissan VK45DE 4.5L V8 | M      | 37  | Nicolas Minassian    | 3        |
| KCMG           | Oreca 03 Oreca 03R       | Nissan VK45DE 4.5L V8 | D      | 47  | Matthew Howson       | Alle     |
| KCMG           | Oreca 03 Oreca 03R       | Nissan VK45DE 4.5L V8 | D      | 47  | Richard Bradley      | Alle     |
| KCMG           | Oreca 03 Oreca 03R       | Nissan VK45DE 4.5L V8 | D      | 47  | Tsugio Matsuda       | 1, 4     |
| KCMG           | Oreca 03 Oreca 03R       | Nissan VK45DE 4.5L V8 | D      | 47  | Alexandre Imperatori | 2-3, 5-8 |

### LMGTE Pro
| Team                 | Auto                     | Motor                | Banden | Nr. | Coureur              | Races    |
| -------------------- | ------------------------ | -------------------- | ------ | --- | -------------------- | -------- |
| AF Corse             | Ferrari 458 Italia GT2   | Ferrari 4.5L V8      | M      | 51  | Gianmaria Bruni      | Alle     |
| AF Corse             | Ferrari 458 Italia GT2   | Ferrari 4.5L V8      | M      | 51  | Toni Vilander        | Alle     |
| AF Corse             | Ferrari 458 Italia GT2   | Ferrari 4.5L V8      | M      | 51  | Giancarlo Fisichella | 3        |
| AF Corse             | Ferrari 458 Italia GT2   | Ferrari 4.5L V8      | M      | 71  | Davide Rigon         | Alle     |
| AF Corse             | Ferrari 458 Italia GT2   | Ferrari 4.5L V8      | M      | 71  | James Calado         | 1-2, 4-8 |
| AF Corse             | Ferrari 458 Italia GT2   | Ferrari 4.5L V8      | M      | 71  | Olivier Beretta      | 3        |
| AF Corse             | Ferrari 458 Italia GT2   | Ferrari 4.5L V8      | M      | 71  | Pierre Kaffer        | 3        |
| Ram Racing           | Ferrari 458 Italia GT2   | Ferrari 4.5L V8      | M      | 52  | Matt Griffin         | 1, 3     |
| Ram Racing           | Ferrari 458 Italia GT2   | Ferrari 4.5L V8      | M      | 52  | Álvaro Parente       | 1, 3     |
| Ram Racing           | Ferrari 458 Italia GT2   | Ferrari 4.5L V8      | M      | 52  | Federico Leo         | 3        |
| Porsche Team Manthey | Porsche 911 RSR          | Porsche 4.0L Flat-6  | M      | 91  | Jörg Bergmeister     | Alle     |
| Porsche Team Manthey | Porsche 911 RSR          | Porsche 4.0L Flat-6  | M      | 91  | Patrick Pilet        | 1-3      |
| Porsche Team Manthey | Porsche 911 RSR          | Porsche 4.0L Flat-6  | M      | 91  | Nick Tandy           | 1, 3-4   |
| Porsche Team Manthey | Porsche 911 RSR          | Porsche 4.0L Flat-6  | M      | 91  | Richard Lietz        | 5-8      |
| Porsche Team Manthey | Porsche 911 RSR          | Porsche 4.0L Flat-6  | M      | 92  | Frédéric Makowiecki  | Alle     |
| Porsche Team Manthey | Porsche 911 RSR          | Porsche 4.0L Flat-6  | M      | 92  | Marco Holzer         | 1-3      |
| Porsche Team Manthey | Porsche 911 RSR          | Porsche 4.0L Flat-6  | M      | 92  | Richard Lietz        | 1, 3     |
| Porsche Team Manthey | Porsche 911 RSR          | Porsche 4.0L Flat-6  | M      | 92  | Patrick Pilet        | 4-8      |
| Aston Martin Racing  | Aston Martin Vantage GTE | Aston Martin 4.5L V8 | M      | 97  | Darren Turner        | Alle     |
| Aston Martin Racing  | Aston Martin Vantage GTE | Aston Martin 4.5L V8 | M      | 97  | Stefan Mücke         | Alle     |
| Aston Martin Racing  | Aston Martin Vantage GTE | Aston Martin 4.5L V8 | M      | 97  | Bruno Senna          | 2-3      |
| Aston Martin Racing  | Aston Martin Vantage GTE | Aston Martin 4.5L V8 | M      | 99  | Alex MacDowall       | Alle     |
| Aston Martin Racing  | Aston Martin Vantage GTE | Aston Martin 4.5L V8 | M      | 99  | Fernando Rees        | Alle     |
| Aston Martin Racing  | Aston Martin Vantage GTE | Aston Martin 4.5L V8 | M      | 99  | Darryl O'Young       | 1-6, 8   |
| Aston Martin Racing  | Aston Martin Vantage GTE | Aston Martin 4.5L V8 | M      | 99  | Abdulaziz Al Faisal  | 7        |

### LMGTE Am
| Team                 | Auto                                | Motor                | Banden | Nr. | Coureur                  | Races        |
| -------------------- | ----------------------------------- | -------------------- | ------ | --- | ------------------------ | ------------ |
| Ram Racing           | Ferrari 458 Italia GT2              | Ferrari 4.5L V8      | M      | 53  | Johnny Mowlem            | 1, 3         |
| Ram Racing           | Ferrari 458 Italia GT2              | Ferrari 4.5L V8      | M      | 53  | Ben Collins              | 1            |
| Ram Racing           | Ferrari 458 Italia GT2              | Ferrari 4.5L V8      | M      | 53  | Mark Patterson           | 1, 3         |
| Ram Racing           | Ferrari 458 Italia GT2              | Ferrari 4.5L V8      | M      | 53  | Archie Hamilton          | 3            |
| AF Corse             | Ferrari 458 Italia GT2              | Ferrari 4.5L V8      | M      | 60  | Peter Ashley Mann        | 2-3          |
| AF Corse             | Ferrari 458 Italia GT2              | Ferrari 4.5L V8      | M      | 60  | Raffaele Giammaria       | 2-3          |
| AF Corse             | Ferrari 458 Italia GT2              | Ferrari 4.5L V8      | M      | 60  | Lorenzo Casé             | 2-3          |
| AF Corse             | Ferrari 458 Italia GT2              | Ferrari 4.5L V8      | M      | 61  | Luis Pérez Companc       | 1-4          |
| AF Corse             | Ferrari 458 Italia GT2              | Ferrari 4.5L V8      | M      | 61  | Marco Cioci              | 1-4          |
| AF Corse             | Ferrari 458 Italia GT2              | Ferrari 4.5L V8      | M      | 61  | Mirko Venturi            | 1-4          |
| AF Corse             | Ferrari 458 Italia GT2              | Ferrari 4.5L V8      | M      | 61  | Bret Curtis              | 5            |
| AF Corse             | Ferrari 458 Italia GT2              | Ferrari 4.5L V8      | M      | 61  | Mike Skeen               | 5            |
| AF Corse             | Ferrari 458 Italia GT2              | Ferrari 4.5L V8      | M      | 61  | Jeroen Bleekemolen       | 5            |
| AF Corse             | Ferrari 458 Italia GT2              | Ferrari 4.5L V8      | M      | 61  | Alexander Talkanitsa sr. | 7            |
| AF Corse             | Ferrari 458 Italia GT2              | Ferrari 4.5L V8      | M      | 61  | Jeff Segal               | 7-8          |
| AF Corse             | Ferrari 458 Italia GT2              | Ferrari 4.5L V8      | M      | 61  | Alessandro Pier Guidi    | 7-8          |
| AF Corse             | Ferrari 458 Italia GT2              | Ferrari 4.5L V8      | M      | 61  | Emerson Fittipaldi       | 8            |
| AF Corse             | Ferrari 458 Italia GT2              | Ferrari 4.5L V8      | M      | 62  | Yannick Mallégol         | 3            |
| AF Corse             | Ferrari 458 Italia GT2              | Ferrari 4.5L V8      | M      | 62  | Jean-Marc Bachelier      | 3            |
| AF Corse             | Ferrari 458 Italia GT2              | Ferrari 4.5L V8      | M      | 62  | Howard Blank             | 3            |
| AF Corse             | Ferrari 458 Italia GT2              | Ferrari 4.5L V8      | M      | 81  | Stephen Wyatt            | 1-5, 7-8     |
| AF Corse             | Ferrari 458 Italia GT2              | Ferrari 4.5L V8      | M      | 81  | Michele Rugolo           | 1-5, 7-8     |
| AF Corse             | Ferrari 458 Italia GT2              | Ferrari 4.5L V8      | M      | 81  | Sam Bird                 | 1, 3         |
| AF Corse             | Ferrari 458 Italia GT2              | Ferrari 4.5L V8      | M      | 81  | Andrea Bertolini         | 2, 4-5, 7-8  |
| Prospeed Competition | Porsche 911 GT3 RSR Porsche 911 RSR | Porsche 4.0L Flat-6  | M      | 75  | François Perrodo         | Alle         |
| Prospeed Competition | Porsche 911 GT3 RSR Porsche 911 RSR | Porsche 4.0L Flat-6  | M      | 75  | Emmanuel Collard         | Alle         |
| Prospeed Competition | Porsche 911 GT3 RSR Porsche 911 RSR | Porsche 4.0L Flat-6  | M      | 75  | Matthieu Vaxivière       | 1-2, 4-8     |
| Prospeed Competition | Porsche 911 GT3 RSR Porsche 911 RSR | Porsche 4.0L Flat-6  | M      | 75  | Markus Palttala          | 3            |
| Proton Competition   | Porsche 911 RSR                     | Porsche 4.0L Flat-6  | M      | 88  | Christian Ried           | Alle         |
| Proton Competition   | Porsche 911 RSR                     | Porsche 4.0L Flat-6  | M      | 88  | Khaled Al Qubaisi        | Alle         |
| Proton Competition   | Porsche 911 RSR                     | Porsche 4.0L Flat-6  | M      | 88  | Klaus Bachler            | 1-5, 7-8     |
| Proton Competition   | Porsche 911 RSR                     | Porsche 4.0L Flat-6  | M      | 88  | Wolf Henzler             | 6            |
| 8 Star Motorsports   | Ferrari 458 Italia GT2              | Ferrari 4.5L V8      | M      | 90  | Gianluca Roda            | Alle         |
| 8 Star Motorsports   | Ferrari 458 Italia GT2              | Ferrari 4.5L V8      | M      | 90  | Paolo Ruberti            | Alle         |
| 8 Star Motorsports   | Ferrari 458 Italia GT2              | Ferrari 4.5L V8      | M      | 90  | Enzo Potolicchio         | 1-2          |
| 8 Star Motorsports   | Ferrari 458 Italia GT2              | Ferrari 4.5L V8      | M      | 90  | Frankie Montecalvo       | 3            |
| 8 Star Motorsports   | Ferrari 458 Italia GT2              | Ferrari 4.5L V8      | M      | 90  | Jeff Segal               | 4-5          |
| 8 Star Motorsports   | Ferrari 458 Italia GT2              | Ferrari 4.5L V8      | M      | 90  | Matteo Cressoni          | 6-8          |
| Aston Martin Racing  | Aston Martin Vantage GTE            | Aston Martin 4.5L V8 | M      | 95  | David Heinemeier Hansson | Alle         |
| Aston Martin Racing  | Aston Martin Vantage GTE            | Aston Martin 4.5L V8 | M      | 95  | Kristian Poulsen         | Alle         |
| Aston Martin Racing  | Aston Martin Vantage GTE            | Aston Martin 4.5L V8 | M      | 95  | Nicki Thiim              | 1, 3, 5, 7-8 |
| Aston Martin Racing  | Aston Martin Vantage GTE            | Aston Martin 4.5L V8 | M      | 95  | Richie Stanaway          | 2, 4, 6      |
| Aston Martin Racing  | Aston Martin Vantage GTE            | Aston Martin 4.5L V8 | M      | 98  | Paul Dalla Lana          | Alle         |
| Aston Martin Racing  | Aston Martin Vantage GTE            | Aston Martin 4.5L V8 | M      | 98  | Pedro Lamy               | Alle         |
| Aston Martin Racing  | Aston Martin Vantage GTE            | Aston Martin 4.5L V8 | M      | 98  | Christoffer Nygaard      | Alle         |

## Resultaten
| Ronde | Circuit     | Winnaar LMP1-H                                    | Winnaar LMP1-L                                 | Winnaar LMP2                                        | Winnaar LMGTE Pro                                  | Winnaar LMGTE Am                                      | Verslag |
| ----- | ----------- | ------------------------------------------------- | ---------------------------------------------- | --------------------------------------------------- | -------------------------------------------------- | ----------------------------------------------------- | ------- |
| 1     | Silverstone | #8 Toyota Racing                                  | #12 Rebellion Racing                           | #26 G-Drive Racing                                  | #92 Porsche Team Manthey                           | #95 Aston Martin Racing                               | Verslag |
| 1     | Silverstone | Sébastien Buemi Anthony Davidson Nicolas Lapierre | Mathias Beche Nick Heidfeld Nicolas Prost      | Julien Canal Olivier Pla Roman Roesinov             | Marco Holzer Richard Lietz Frédéric Makowiecki     | David Heinemeier Hansson Kristian Poulsen Nicki Thiim | Verslag |
| 2     | Spa         | #8 Toyota Racing                                  | #12 Rebellion Racing                           | #26 G-Drive Racing                                  | #51 AF Corse                                       | #61 AF Corse                                          | Verslag |
| 2     | Spa         | Sébastien Buemi Anthony Davidson Nicolas Lapierre | Mathias Beche Nick Heidfeld Nicolas Prost      | Julien Canal Olivier Pla Roman Roesinov             | Gianmaria Bruni Toni Vilander                      | Luis Pérez Companc Marco Cioci Mirko Venturi          | Verslag |
| 3     | Le Mans     | #2 Audi Sport Team Joest                          | #12 Rebellion Racing                           | #27 SMP Racing                                      | #51 AF Corse                                       | #95 Aston Martin Racing                               | Verslag |
| 3     | Le Mans     | Marcel Fässler André Lotterer Benoît Tréluyer     | Mathias Beche Nick Heidfeld Nicolas Prost      | Sergey Zlobin Anton Ladygin Mika Salo               | Gianmaria Bruni Giancarlo Fisichella Toni Vilander | David Heinemeier Hansson Kristian Poulsen Nicki Thiim | Verslag |
| 4     | Austin      | #2 Audi Sport Team Joest                          | #12 Rebellion Racing                           | #47 KCMG                                            | #97 Aston Martin Racing                            | #98 Aston Martin Racing                               | Verslag |
| 4     | Austin      | Marcel Fässler André Lotterer Benoît Tréluyer     | Mathias Beche Nick Heidfeld Nicolas Prost      | Matthew Howson Richard Bradley Tsugio Matsuda       | Darren Turner Stefan Mücke                         | Paul Dalla Lana Pedro Lamy Christoffer Nygaard        | Verslag |
| 5     | Fuji        | #8 Toyota Racing                                  | #13 Rebellion Racing                           | #26 G-Drive Racing                                  | #51 AF Corse                                       | #95 Aston Martin Racing                               | Verslag |
| 5     | Fuji        | Sébastien Buemi Anthony Davidson                  | Dominik Kraihamer Andrea Belicchi Fabio Leimer | Julien Canal Olivier Pla Roman Roesinov             | Gianmaria Bruni Toni Vilander                      | David Heinemeier Hansson Kristian Poulsen Nicki Thiim | Verslag |
| 6     | Shanghai    | #8 Toyota Racing                                  | #12 Rebellion Racing                           | #26 G-Drive Racing                                  | #92 Porsche Team Manthey                           | #98 Aston Martin Racing                               | Verslag |
| 6     | Shanghai    | Sébastien Buemi Anthony Davidson                  | Mathias Beche Nick Heidfeld Nicolas Prost      | Julien Canal Olivier Pla Roman Roesinov             | Patrick Pilet Frédéric Makowiecki                  | Paul Dalla Lana Pedro Lamy Christoffer Nygaard        | Verslag |
| 7     | Bahrein     | #7 Toyota Racing                                  | #13 Rebellion Racing                           | #47 KCMG                                            | #51 AF Corse                                       | #95 Aston Martin Racing                               | Verslag |
| 7     | Bahrein     | Alexander Wurz Stéphane Sarrazin Mike Conway      | Dominik Kraihamer Andrea Belicchi Fabio Leimer | Matthew Howson Richard Bradley Alexandre Imperatori | Gianmaria Bruni Toni Vilander                      | David Heinemeier Hansson Kristian Poulsen Nicki Thiim | Verslag |
| 8     | Interlagos  | #14 Porsche Team                                  | #13 Rebellion Racing                           | #47 KCMG                                            | #97 Aston Martin Racing                            | #98 Aston Martin Racing                               | Verslag |
| 8     | Interlagos  | Marc Lieb Romain Dumas Neel Jani                  | Dominik Kraihamer Andrea Belicchi Fabio Leimer | Matthew Howson Richard Bradley Alexandre Imperatori | Darren Turner Stefan Mücke                         | Paul Dalla Lana Pedro Lamy Christoffer Nygaard        | Verslag |

## Kampioenschappen

### Puntensysteem
- Inschrijvingen vertrekkend van pole-position zijn vetgedrukt.
- Voor de 24 uur van Le Mans werden dubbele punten uitgereikt.

| Positie | 1e | 2e | 3e | 4e | 5e | 6e | 7e | 8e | 9e | 10e | Overig | Pole |
| Punten  | 25 | 18 | 15 | 12 | 10 | 8  | 6  | 4  | 2  | 1   | 0,5    | 1    |

### Coureurs
Er worden vijf titels uitgereikt aan de coureurs, waarvan twee wereldkampioenschappen. De kampioenen in de LMP- en de GT-klassen worden gekroond tot wereldkampioen, terwijl de kampioenen in de LMP1-L-, LMP2- en LMGTE Am-klassen een FIA Endurance Trophy krijgen.

#### LMP
| Pos. | Coureur           | Team                  | SIL | SPA | LEM | COA | FUJ | SHA | BHR | SÃO | Punten |
| ---- | ----------------- | --------------------- | --- | --- | --- | --- | --- | --- | --- | --- | ------ |
| 1    | Anthony Davidson  | Toyota Racing         | 1   | 1   | 3   | 3   | 1   | 1   | 10  | 2   | 166    |
| 1    | Sébastien Buemi   | Toyota Racing         | 1   | 1   | 3   | 3   | 1   | 1   | 10  | 2   | 166    |
| 2    | André Lotterer    | Audi Sport Team Joest | DNF | 5   | 1   | 1   | 6   | 4   | 4   | 5   | 127    |
| 2    | Benoît Tréluyer   | Audi Sport Team Joest | DNF | 5   | 1   | 1   | 6   | 4   | 4   | 5   | 127    |
| 2    | Marcel Fässler    | Audi Sport Team Joest | DNF | 5   | 1   | 1   | 6   | 4   | 4   | 5   | 127    |
| 3    | Marc Lieb         | Porsche Team          | DNF | 4   | 5   | 4   | 4   | 3   | 2   | 1   | 117    |
| 3    | Romain Dumas      | Porsche Team          | DNF | 4   | 5   | 4   | 4   | 3   | 2   | 1   | 117    |
| 3    | Neel Jani         | Porsche Team          | DNF | 4   | 5   | 4   | 4   | 3   | 2   | 1   | 117    |
| 4    | Lucas di Grassi   | Audi Sport Team Joest | DNF | 2   | 2   | 2   | 5   | 5   | 5   | 3   | 117    |
| 4    | Tom Kristensen    | Audi Sport Team Joest | DNF | 2   | 2   | 2   | 5   | 5   | 5   | 3   | 117    |
| 5    | Alexander Wurz    | Toyota Racing         | 2   | 3   | DNF | 6   | 2   | 2   | 1   | 4   | 116    |
| 5    | Stéphane Sarrazin | Toyota Racing         | 2   | 3   | DNF | 6   | 2   | 2   | 1   | 4   | 116    |
| 6    | Nicolas Lapierre  | Toyota Racing         | 1   | 1   | 3   | 3   |     |     |     |     | 96     |
| 7    | Loïc Duval        | Audi Sport Team Joest | DNF | 2   | WD  | 2   | 5   | 5   | 5   | 3   | 81     |
| 8    | Kazuki Nakajima   | Toyota Racing         | 2   | 3   | DNF |     | 2   | 2   |     |     | 71     |
| 9    | Timo Bernhard     | Porsche Team          | 3   | 12  | NC  | 5   | 3   | 6   | 3   | DNF | 64,5   |
| 9    | Mark Webber       | Porsche Team          | 3   | 12  | NC  | 5   | 3   | 6   | 3   | DNF | 64,5   |
| 9    | Brendon Hartley   | Porsche Team          | 3   | 12  | NC  | 5   | 3   | 6   | 3   | DNF | 64,5   |
| 10   | Mathias Beche     | Rebellion Racing      | 4   | 7   | 4   | 7   | 12  | 7   | 7   | 8   | 64,5   |
| 10   | Nicolas Prost     | Rebellion Racing      | 4   | 7   | 4   | 7   | 12  | 7   | 7   | 8   | 64,5   |
| 10   | Nick Heidfeld     | Rebellion Racing      | 4   | 7   | 4   | 7   | 12  | 7   | 7   | 8   | 64,5   |
| 11   | Mike Conway       | Toyota Racing         |     |     |     | 6   |     |     | 1   | 4   | 45     |
| 12   | Marc Gené         | Audi Sport Team Joest |     |     | 2   |     |     |     |     |     | 36     |
| Pos. | Coureur           | Team                  | SIL | SPA | LEM | COA | FUJ | SHA | BHR | SÃO | Punten |

#### GT
| Pos. | Coureur                  | Team                 | SIL | SPA | LEM | COA | FUJ | SHA | BHR | SÃO | Punten |
| ---- | ------------------------ | -------------------- | --- | --- | --- | --- | --- | --- | --- | --- | ------ |
| 1    | Gianmaria Bruni          | AF Corse             | 4   | 1   | 1   | 3   | 1   | DNF | 1   | 4   | 168    |
| 1    | Toni Vilander            | AF Corse             | 4   | 1   | 1   | 3   | 1   | DNF | 1   | 4   | 168    |
| 2    | Frédéric Makowiecki      | Porsche Team Manthey | 1   | 9   | 2   | 2   | 11  | 1   | 5   | 2   | 134,5  |
| 3    | Richard Lietz            | Porsche Team Manthey | 1   |     | 2   |     | 4   | 2   | 4   | 6   | 111    |
| 4    | Patrick Pilet            | Porsche Team Manthey | 2   | 2   | 11  | 2   | 11  | 1   | 5   | 2   | 108,5  |
| 5    | Darren Turner            | Aston Martin Racing  | 3   | 4   | 10  | 1   | 9   | DNF | 2   | 1   | 102    |
| 5    | Stefan Mücke             | Aston Martin Racing  | 3   | 4   | 10  | 1   | 9   | DNF | 2   | 1   | 102    |
| 6    | Jörg Bergmeister         | Porsche Team Manthey | 2   | 2   | 11  | 4   | 4   | 2   | 4   | 6   | 99     |
| 7    | Davide Rigon             | AF Corse             | 5   | 3   | DNF | 7   | 2   | 3   | 3   | 3   | 94     |
| 7    | James Calado             | AF Corse             | 5   | 3   | WD  | 7   | 2   | 3   | 3   | 3   | 94     |
| 8    | Kristian Poulsen         | Aston Martin Racing  | 8   | 7   | 3   | 6   | 5   | 6   | 6   | 8   | 78     |
| 8    | David Heinemeier Hansson | Aston Martin Racing  | 8   | 7   | 3   | 6   | 5   | 6   | 6   | 8   | 78     |
| 9    | Marco Holzer             | Porsche Team Manthey | 1   | 9   | 2   |     |     |     |     |     | 63     |
| 10   | Nicki Thiim              | Aston Martin Racing  | 8   |     | 3   |     | 5   |     | 6   | 8   | 56     |
| 11   | Christoffer Nygaard      | Aston Martin Racing  | 9   | 8   | 7   | 5   | 6   | 5   | 8   | 7   | 56     |
| 11   | Pedro Lamy               | Aston Martin Racing  | 9   | 8   | 7   | 5   | 6   | 5   | 8   | 7   | 56     |
| 11   | Paul Dalla Lana          | Aston Martin Racing  | 9   | 8   | 7   | 5   | 6   | 5   | 8   | 7   | 56     |
| 12   | Alex MacDowall           | Aston Martin Racing  | 7   | 5   | WD  | 10  | 3   | 4   | 12  | 5   | 55,5   |
| 12   | Fernando Rees            | Aston Martin Racing  | 7   | 5   | WD  | 10  | 3   | 4   | 12  | 5   | 55,5   |
| Pos. | Coureur                  | Team                 | SIL | SPA | LEM | COA | FUJ | SHA | BHR | SÃO | Punten |

#### LMP1-L
| Pos. | Coureur            | Team             | SIL | SPA | LEM | COA | FUJ | SHA | BHR | SÃO | Punten |
| ---- | ------------------ | ---------------- | --- | --- | --- | --- | --- | --- | --- | --- | ------ |
| 1    | Mathias Beche      | Rebellion Racing | 1   | 1   | 1   | 1   | 2   | 1   | 2   | 2   | 204    |
| 1    | Nicolas Prost      | Rebellion Racing | 1   | 1   | 1   | 1   | 2   | 1   | 2   | 2   | 204    |
| 1    | Nick Heidfeld      | Rebellion Racing | 1   | 1   | 1   | 1   | 2   | 1   | 2   | 2   | 204    |
| 2    | Andrea Belicchi    | Rebellion Racing | DNF | DNF | DNF | DNF | 1   | 2   | 1   | 1   | 93     |
| 2    | Dominik Kraihamer  | Rebellion Racing | DNF | DNF | DNF | DNF | 1   | 2   | 1   | 1   | 93     |
| 2    | Fabio Leimer       | Rebellion Racing | DNF | DNF | DNF | DNF | 1   | 2   | 1   | 1   | 93     |
| 3    | Lucas Auer         | Lotus            |     |     |     | 2   |     | 3   |     | DNF | 33     |
| 4    | Christophe Bouchut | Lotus            |     |     |     | 2   | DNF |     |     |     | 18     |
| 4    | James Rossiter     | Lotus            |     |     |     | 2   | DNF |     |     |     | 18     |
| 5    | Pierre Kaffer      | Lotus            |     |     |     |     | DNF | 3   | DNF | DNF | 15     |
| Pos. | Coureur            | Team             | SIL | SPA | LEM | COA | FUJ | SHA | BHR | SÃO | Punten |

#### LMP2
| Pos. | Coureur              | Team           | SIL | SPA | LEM | COA | FUJ | SHA | BHR | SÃO | Punten |
| ---- | -------------------- | -------------- | --- | --- | --- | --- | --- | --- | --- | --- | ------ |
| 1    | Sergey Zlobin        | SMP Racing     | 3   | 4   | 1   | 2   | 3   | 2   | DNF | 2   | 146    |
| 2    | Olivier Pla          | G-Drive Racing | 1   | 1   | DNF | 3   | 1   | 1   | 3   | DNF | 137    |
| 2    | Julien Canal         | G-Drive Racing | 1   | 1   | DNF | 3   | 1   | 1   | 3   | DNF | 137    |
| 2    | Roman Roesinov       | G-Drive Racing | 1   | 1   | DNF | 3   | 1   | 1   | 3   | DNF | 137    |
| 3    | Matthew Howson       | KCMG           | 2   | 2   | DNF | 1   | 2   | DNF | 1   | 1   | 130    |
| 3    | Richard Bradley      | KCMG           | 2   | 2   | DNF | 1   | 2   | DNF | 1   | 1   | 130    |
| 4    | Anton Ladygin        | SMP Racing     | DNF | 3   | 1   | DNF | 4   | 3   | 2   | DNF | 110    |
| 5    | Nicolas Minassian    | SMP Racing     | 3   | 4   | DNF | 2   | 3   | 2   | DNF | 2   | 96     |
| 5    | Maurizio Mediani     | SMP Racing     | 3   | 4   | DNF | 2   | 3   | 2   | DNF | 2   | 96     |
| 6    | Alexandre Imperatori | KCMG           |     | 2   | DNF |     | 2   | DNF | 1   | 1   | 87     |
| 7    | Kirill Ladygin       | SMP Racing     | DNF | 3   | DNF | DNF | 4   | 3   | 2   | DNF | 60     |
| 7    | Viktor Shaytar       | SMP Racing     | DNF | 3   |     | DNF | 4   | 3   | 2   | DNF | 60     |
| Pos. | Coureur              | Team           | SIL | SPA | LEM | COA | FUJ | SHA | BHR | SÃO | Punten |

#### LMGTE Am
| Pos. | Coureur                  | Team                | SIL | SPA | LEM | COA | FUJ | SHA | BHR | SÃO | Punten |
| ---- | ------------------------ | ------------------- | --- | --- | --- | --- | --- | --- | --- | --- | ------ |
| 1    | Kristian Poulsen         | Aston Martin Racing | 1   | 2   | 1   | 2   | 1   | 2   | 1   | 2   | 198    |
| 1    | David Heinemeier Hansson | Aston Martin Racing | 1   | 2   | 1   | 2   | 1   | 2   | 1   | 2   | 198    |
| 2    | Christoffer Nygaard      | Aston Martin Racing | 2   | 3   | 5   | 1   | 2   | 1   | 3   | 1   | 164    |
| 2    | Pedro Lamy               | Aston Martin Racing | 2   | 3   | 5   | 1   | 2   | 1   | 3   | 1   | 164    |
| 2    | Paul Dalla Lana          | Aston Martin Racing | 2   | 3   | 5   | 1   | 2   | 1   | 3   | 1   | 164    |
| 3    | Nicki Thiim              | Aston Martin Racing | 1   |     | 1   |     | 1   |     | 1   | 2   | 144    |
| 4    | Christian Ried           | Proton Competition  | 4   | 4   | 2   | 3   | 4   | 5   | 4   | 4   | 121    |
| 4    | Khaled Al Qubaisi        | Proton Competition  | 4   | 4   | 2   | 3   | 4   | 5   | 4   | 4   | 121    |
| 5    | Klaus Bachler            | Proton Competition  | 4   | 4   | 2   | 3   | 4   |     | 4   | 4   | 111    |
| 6    | Luis Pérez Companc       | AF Corse            | 6   | 1   | 3   | 4   |     |     |     |     | 76     |
| 6    | Marco Cioci              | AF Corse            | 6   | 1   | 3   | 4   |     |     |     |     | 76     |
| 6    | Mirko Venturi            | AF Corse            | 6   | 1   | 3   | 4   |     |     |     |     | 76     |
| 7    | Stephen Wyatt            | AF Corse            | 3   | 5   | DNF | 6   | DNF |     | 2   | 3   | 68     |
| 7    | Michele Rugolo           | AF Corse            | 3   | 5   | DNF | 6   | DNF |     | 2   | 3   | 68     |
| Pos. | Coureur                  | Team                | SIL | SPA | LEM | COA | FUJ | SHA | BHR | SÃO | Punten |

### Constructeurs en teams
Er worden zes titels uitgereikt aan de constructeurs en teams, waarvan twee wereldkampioenschappen. De kampioenen in de LMP1- en GTE-klassen worden gekroond tot wereldkampioen, terwijl de kampioenen in de LMP1-L-, LMP2-, de LMGTE Pro- en LMGTE Am-klassen een FIA Endurance Trophy krijgen.

#### LMP1
Een constructeur ontvangt enkel punten voor de twee hoogst geklasseerde auto's.
| Pos. | Constructeur | SIL | SPA | LEM | COA | FUJ | SHA | BHR | SÃO | Punten |
| ---- | ------------ | --- | --- | --- | --- | --- | --- | --- | --- | ------ |
| 1    | Toyota       | 1   | 1   | 3   | 3   | 1   | 1   | 1   | 2   | 289    |
| 1    | Toyota       | 2   | 3   | DNF | 6   | 2   | 2   | 6   | 4   | 289    |
| 2    | Audi         | DNF | 2   | 1   | 1   | 5   | 4   | 4   | 3   | 244    |
| 2    | Audi         | DNF | 5   | 2   | 2   | 6   | 5   | 5   | 5   | 244    |
| 3    | Porsche      | 3   | 4   | 4   | 4   | 3   | 3   | 2   | 1   | 193    |
| 3    | Porsche      | DNF | 6   | NC  | 5   | 4   | 6   | 3   | DNF | 193    |
| Pos. | Constructeur | SIL | SPA | LEM | COA | FUJ | SHA | BHR | SÃO | Punten |

#### GTE
Een constructeur ontvangt enkel punten voor de twee hoogst geklasseerde auto's.
| Pos. | Constructeur | SIL | SPA | LEM | COA | FUJ | SHA | BHR | SÃO | Punten |
| ---- | ------------ | --- | --- | --- | --- | --- | --- | --- | --- | ------ |
| 1    | Ferrari      | 4   | 1   | 1   | 3   | 1   | 3   | 1   | 3   | 288    |
| 1    | Ferrari      | 5   | 3   | 5   | 7   | 2   | 7   | 3   | 4   | 288    |
| 2    | Porsche      | 1   | 2   | 2   | 2   | 4   | 1   | 4   | 2   | 262    |
| 2    | Porsche      | 2   | 9   | 4   | 4   | 7   | 2   | 5   | 6   | 262    |
| 3    | Aston Martin | 3   | 4   | 3   | 1   | 3   | 4   | 2   | 1   | 232    |
| 3    | Aston Martin | 7   | 5   | 7   | 5   | 5   | 5   | 6   | 5   | 232    |
| Pos. | Constructeur | SIL | SPA | LEM | COA | FUJ | SHA | BHR | SÃO | Punten |

#### LMP1-L
| Pos. | Auto | Team             | SIL | SPA | LEM | COA | FUJ | SHA | BHR | SÃO | Punten |
| ---- | ---- | ---------------- | --- | --- | --- | --- | --- | --- | --- | --- | ------ |
| 1    | 12   | Rebellion Racing | 1   | 1   | 1   | 1   | 2   | 1   | 2   | 2   | 204    |
| 2    | 13   | Rebellion Racing | DNF | DNF | DNF | DNF | 1   | 2   | 1   | 1   | 93     |
| 3    | 9    | Lotus            |     |     |     | 2   | DNF | 3   | DNF | DNF | 33     |
| Pos. | Auto | Team             | SIL | SPA | LEM | COA | FUJ | SHA | BHR | SÃO | Punten |

#### LMP2
| Pos. | Auto | Team           | SIL | SPA | LEM | COA | FUJ | SHA | BHR | SÃO | Punten |
| ---- | ---- | -------------- | --- | --- | --- | --- | --- | --- | --- | --- | ------ |
| 1    | 27   | SMP Racing     | 3   | 4   | 1   | 2   | 3   | 2   | DNF | 2   | 146    |
| 2    | 26   | G-Drive Racing | 1   | 1   | DNF | 3   | 1   | 1   | 3   | DNF | 137    |
| 3    | 47   | KCMG           | 2   | 2   | DNF | 1   | 2   | DNF | 1   | 1   | 130    |
| 4    | 37   | SMP Racing     | DNF | 3   | DNF | DNF | 4   | 3   | 2   | DNF | 60     |
| Pos. | Auto | Team           | SIL | SPA | LEM | COA | FUJ | SHA | BHR | SÃO | Punten |

#### LMGTE Pro
| Pos. | Auto | Team                 | SIL | SPA | LEM | COA | FUJ | SHA | BHR | SÃO | Punten |
| ---- | ---- | -------------------- | --- | --- | --- | --- | --- | --- | --- | --- | ------ |
| 1    | 51   | AF Corse             | 4   | 1   | 1   | 3   | 1   | DNF | 1   | 4   | 168    |
| 2    | 92   | Porsche Team Manthey | 1   | 6   | 2   | 2   | 6   | 1   | 5   | 2   | 148    |
| 3    | 97   | Aston Martin Racing  | 3   | 4   | 3   | 1   | 5   | DNF | 2   | 1   | 138    |
| 4    | 91   | Porsche Team Manthey | 2   | 2   | 4   | 4   | 4   | 2   | 4   | 6   | 122    |
| 5    | 71   | AF Corse             | 5   | 3   | DNF | 5   | 2   | 3   | 3   | 3   | 98     |
| 6    | 99   | Aston Martin Racing  | 7   | 5   | WD  | 6   | 3   | 4   | 6   | 5   | 70     |
| 7    | 52   | Ram Racing           | 6   |     | DNF |     |     |     |     |     | 8      |
| Pos. | Auto | Team                 | SIL | SPA | LEM | COA | FUJ | SHA | BHR | SÃO | Punten |

#### LMGTE Am
| Pos. | Auto | Team                 | SIL | SPA | LEM | COA | FUJ | SHA | BHR | SÃO | Punten |
| ---- | ---- | -------------------- | --- | --- | --- | --- | --- | --- | --- | --- | ------ |
| 1    | 95   | Aston Martin Racing  | 1   | 2   | 1   | 2   | 1   | 2   | 1   | 2   | 198    |
| 2    | 98   | Aston Martin Racing  | 2   | 3   | 5   | 1   | 2   | 1   | 3   | 1   | 164    |
| 3    | 88   | Proton Competition   | 4   | 4   | 2   | 3   | 4   | 5   | 4   | 4   | 121    |
| 4    | 61   | AF Corse             | 6   | 1   | 3   | 4   | 5   |     | 6   | 6   | 102    |
| 5    | 81   | AF Corse             | 3   | 5   | DNF | 6   | DNF |     | 2   | 3   | 68     |
| 6    | 90   | 8 Star Motorsports   | DNF | 7   | 4   | 5   | DNF | 3   | 5   | DNF | 65     |
| 7    | 75   | Prospeed Competition | DNF | 6   | DNF | 7   | 3   | 4   | 7   | 5   | 58     |
| 8    | 53   | Ram Racing           | 5   |     | 6   |     |     |     |     |     | 26     |
| Pos. | Auto | Team                 | SIL | SPA | LEM | COA | FUJ | SHA | BHR | SÃO | Punten |